# Mario Coll
Mario Alberto Coll (Bucaramanga, 20 augustus 1960) is een voormalig profvoetballer uit Colombia. Hij speelde als middenvelder en beëindigde zijn carrière in 1991.

## Clubcarrière
Coll speelde in eigen land voor achtereenvolgens Atlético Junior, América de Cali en Millonarios. Met América de Cali won hij in 1990 de landstitel.

## Interlandcarrière
Mario Alberto Coll kwam in totaal vijf keer uit voor de nationale ploeg van Colombia in de periode 1987–1990. Onder leiding van bondscoach Francisco Maturana maakte hij zijn debuut op 11 juni 1987 in het vriendschappelijke thuisduel tegen Ecuador, dat Colombia met 1-0 won door een treffer van Leonel Álvarez. Het was het eerste duel onder leiding van Maturana, en tevens het debuut van doelman René Higuita, Alexis Mendoza, John Jairo Tréllez, Luis Fernando Herrera, Juan Jairo Galeano en Luis Carlos Perea. Coll nam met zijn vaderland deel aan de strijd om de Copa América 1987.

## Erelijst
América de Cali
- Copa Mustang

1990